# Ciała kolankowate przyśrodkowe

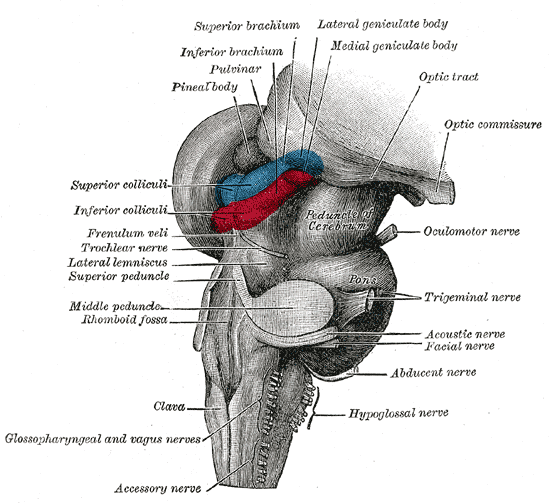
Schemat pnia mózgu. Ciało kolankowate przyśrodkowe podpisane Medial geniculate body

Ciało kolankowate przyśrodkowe (łac. corpus geniculatum mediale – w anatomii człowieka parzysta struktura uwypuklająca się na dolnej powierzchni międzymózgowia. Ciała kolankowate boczne i przyśrodkowe tworzą zawzgórze. Ciała kolankowate przyśrodkowe należą do drogi słuchowej, pośrednicząc pomiędzy korą słuchową i wzgórkami dolnymi.